# Peaches Bartkowicz
Peaches Bartkowicz, pseudonimo di Jane Bartkowicz (Hamtramck, 16 aprile 1949), è un'ex tennista statunitense.

## Carriera
A livello giovanile si fa notare per i quattro titoli consecutivi conquistati all'Orange Bowl a partire dal 1963. Tra le professioniste trova i suoi maggiori successi a Cincinnati, vince infatti in questo torneo tre titoli in singolare e due nel doppio femminile. Negli Slam l'anno migliore è il 1969, quando raggiunge i quarti di finale agli US Open in singolare, oltre a disputare tre quarti di finale nel doppio insieme a Julie Heldman.
Nel 1968 partecipa alle Olimpiadi di Città del Messico, dove il tennis era solo un evento dimostrativo, conquistando sei podi. In Fed Cup ha giocato, e vinto, sette match con la squadra statunitense, conquistando il titolo nel 1969. È stata una delle nove tenniste (note come Original nine) che negli anni 1970 protestarono e ottennero l'equità dei premi tra gli uomini e le donne.

## Statistiche

### Singolare

#### Vittorie (5)
| No. | Anno | Torneo                          | Superficie  | Avversaria in finale | Punteggio |
| 1.  | 1966 | Cincinnati Open, Cincinnati     | Cemento     | Peachy Kellmeyer     | 6-3, 6-3  |
| 2.  | 1967 | Cincinnati Open, Cincinnati (2) | Cemento     | Peachy Kellmeyer     | 6-3, 6-3  |
| 3.  | 1967 | Cincinnati Open, Cincinnati (3) | Cemento     | Patsy Rippy          | 6-4, 6-1  |
| 4.  | 1967 | US Hardcourt Championships      | Cemento     |                      |           |
| 5.  | 1968 | Canadian Nationals, Toronto     | Terra rossa | Faye Urban           | 6-3, 6-3  |